# 着信ボイス
着信ボイス（ちゃくしんボイス）は、携帯電話の着信音をADPCM等で符号化された音声にする機能。「着ボイス（ちゃくボイス）」「着声（ちゃくごえ）」などとも呼ばれる。
通常芸能人の声や効果音などシンプルな音が使われる。なお、前者の場合は動画として配信されているものもある。
最近では、「萌え」系の着信ボイスも登場している。

## 関連記事
- 着うた
- 着信メロディ
- 着うた『戦場カメラマン渡部陽一の着信ボイス』